# Cardamine delavayi
Cardamine delavayi là một loài thực vật có hoa trong họ Cải. Loài này được Franch. mô tả khoa học đầu tiên năm 1886.